# Tony Danza
Tony Danza (eg. Antonio Salvatore Iadanza), född 21 april 1951 i Brooklyn, New York, är en amerikansk skådespelare och musiker. Han är troligen mest känd för sin medverkan i komediserierna Taxi och Vem är chefen?.

## Filmografi (urval)
- 1978-1983 - Taxi (TV-serie)
- 1983 - Kärlek ombord
- 1984-1992 - Vem är chefen? (TV-serie)
- 1989 – Håll tassarna borta från min dotter
- 1991-1992 - Baby Talk
- 1995-1996 - Hudson Street
- 1997-1998 - The Tony Danza Show
- 1998 - Advokaterna
- 2004 – Crash
- 2013 – Don Jon